# Nadbare
Nadbare su naseljeno mjesto u općini Fojnica, Federacija Bosne i Hercegovine, BiH.

## Stanovništvo

### 1991.
Nacionalni sastav stanovništva 1991. godine, bio je sljedeći:
ukupno: 468
- Hrvati - 232
- Muslimani - 229
- Jugoslaveni - 6
- ostali, neopredijeljeni i nepoznato - 1

### 2013.
Nacionalni sastav stanovništva 2013. godine, bio je sljedeći:
ukupno: 347
- Bošnjaci - 237
- Hrvati - 109
- ostali, neopredijeljeni i nepoznato - 1

## Vanjske poveznice
- Satelitska snimka[neaktivna poveznica]